# واکسن ناقل ویروسی

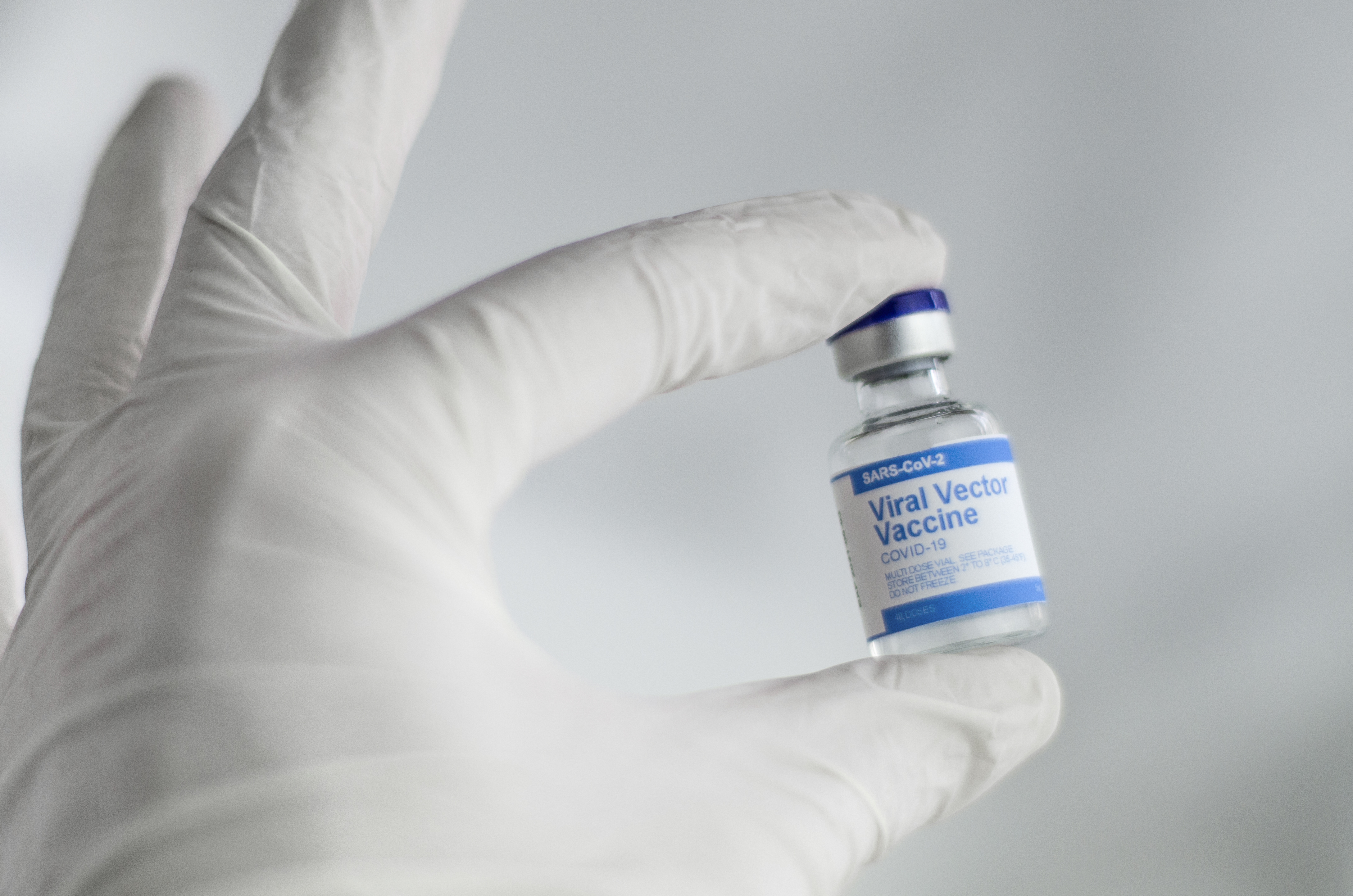
یک ویال از یک واکسن کووید-۱۹ ناقل ویروسی

واکسن ناقل ویروسی (به انگلیسی: Viral vector vaccine) نوعی واکسن است که با استفاده از یک ناقل ویروسی، ترکیبات ژنتیکی تولیدکنندهٔ آنتی‌ژن‌های یک عامل بیماری‌زا مانند ویروس را به بدن میزبان وارد می‌کند. با ورود مواد ژنتیکی طراحی شده در این واکسن‌ها به بدن میزبان، تولید آنتی‌ژن‌های عامل بیماری‌زا آغاز شده و متعاقب آن، آنتی‌بادی‌های مورد نظر، در بدن میزبان تولید می‌شوند و بدن در مواجههٔ احتمالی با آن عامل بیماری‌زا در آینده مقاوم خواهد بود. تا تاریخ آوریل ۲۰۲۱، شش واکسن ناقل ویروسی، حداقل در یک کشور مجوز استفاده دریافت کرده‌اند: چهار مورد واکسن کووید-۱۹ و دو مورد واکسن ابولا.

## فناوری
در واکسن‌های ناقل ویروسی، از نسخه ی اصلاح‌شدهٔ یک ویروس بی‌خطر برای انسان، به عنوان ناقل یا وکتور زیستی استفاده می‌شود تا نوکلئیک اسید سازندهٔ آنتی‌ژنی‌های عامل بیماری‌زا به بدن ارسال شود. در واکسن‌های ناقل ویروسی، ویروس مورد استفاده به عنوان ناقل، باعث بیماری نمی‌شود و همچنین مواد ژنتیکی ارسال شده نیز با ژنوم افراد، ادغام نمی‌شوند.
واکسن‌های ناقل ویروسی، بیان آنتی‌ژن ویروس را در بدن فعال می‌کنند و بر خلاف واکسن‌های ساب‌یونیت (واکسن‌های زیرواحدی) که فقط ایمنی هومورال ایجاد می‌کنند، پاسخ لنفوسیت‌های تی کشنده را نیز القا می‌کنند. ناقل‌های ویروسی عموماً طوری طراحی می‌شوند که قابلیت تکثیر نداشته و ژن‌های مورد نیاز برای تکثیر ویروس، هنگام طراحی واکسن، از محتوای واکسن حذف می‌شوند.

## ویروس‌های مورد استفاده

### آدنوویروس‌ها
آدنوویروس‌ها: این ویروس‌ها توانایی انتقال و بیان ژن بالایی در وضعیت ترنس‌ژنی داشته، و می‌توانند سلول‌های تقسیم‌شونده و غیر تقسیم‌شونده را آلوده کنند. یکی از نقاط ضعف آدنوویروس‌ها نیز این است که بسیاری از افراد، به دلیل قرار گرفتن قبلی در معرض این ویروس‌ها به آن‌ها مقاوم هستند. عموماً برای تولید این واکسن‌ها از سروتیپ ۵ آدنوویروس انسانی استفاده می‌شود زیرا این ویروس می‌تواند به راحتی در مقادیری بالا تولید شود.
تا آوریل ۲۰۲۱، چهار واکسن ناقل آدنوویروس برای کووید ۱۹ حداقل در یک کشور، مجوز استفاده گرفته‌اند:
- واکسن کووید-۱۹ آکسفورد-آسترازنکا: در این واکسن، از آدنوویروس اصلاح‌شدهٔ شامپانزه، (ChAdOx1) استفاده می‌شود.[۳][۴]
- واکسن کووید-۱۹ اسپوتنیک وی: در این واکسن، از سروتیپ ۲۶ آدنوویروس انسانی برای تزریق اول و از سروتیپ ۵ برای تزریق دوم استفاده می‌شود.[۵][۶]
- واکسن کووید-۱۹ جانسون اند جانسون: در این واکسن، از سروتیپ ۲۶ استفاده می‌شود.[۷][۸][۹]
- کان‌سینو: در این واکسن نیز از سروتیپ ۵ استفاده می‌شود.[۱۰][۱۱]

در دوز اول واکسن ابولاویروس زبدانو/اموابه (Zabdeno/Mvabea)، از سروتیپ ۲۶ آدنوویروس انسانی استفاده شده که گلیکوپروتئین ویروس ابولا از نوع Mayinga را بیان می‌کند. ویروس‌های ناقل مورد استفاده در هر دو دوز این واکسن، غیرقابل تکثیر بوده و کدهای ژنتیکی چندین پروتئین ویروس ابولا را حمل می‌کنند.

### سایر ویروس‌ها
ویروس‌های دیگری که به عنوان ناقل، برای تولید واکسن مورد بررسی قرار گرفته‌اند عبارت‌اند از رتروویروس‌ها (از جمله لنتی‌ویروس)، سایتومگالوویروس‌ها، ویروس سندای، ویروس آنفلوانزا و ویروس سرخک.

## پیشینه
تا پیش از تولید واکسن‌های ناقل ویروسی برای پیشگیری از کووید ۱۹، آزمایش‌های بالینی انسانی برای واکسن‌های ناقل ویروسی علیه چندین بیماری عفونی دیگر از جمله ویروس زیکا، ویروس‌های آنفلوانزا، ویروس سین‌سیشیال تنفسی، اچ‌آی‌وی و مالاریا انجام شده‌است.
تاکنون دو واکسن ابولا با تکنولوژی ناقل ویروسی، در همه‌گیری ویروس ابولا در آفریقای غربی و همه‌گیری ابولا ۲۰۱۸–۲۰۱۹ کیوو مورد استفاده قرار گرفته‌اند.